# Autumnblaze
Autumnblaze (engl.: Herbstflammenmeer) ist eine melancholische Rock-/Metal-Band aus Illingen, die 1996 von Markus Baltes und Christian Seibert gegründet wurde und anfänglich lediglich Studio- und Nebenprojekt zu ihrer Hauptband Paragon of Beauty war. Stilistisch lässt sich die Musik von Autumnblaze nur sehr schwer zuordnen.

## Geschichte
Auf dem ersten Album DämmerElbenTragödie (1999) spielt Autumnblaze noch melancholisch/melodischen Epic Metal. Das zweite Album Bleak (2000) erinnerte, dominiert von melancholisch düsteren, klaustrophobischen Doom-Metal-/Trip-Hop-Klängen, eher an eine Mischung aus Katatonia und Portishead.
Im Frühjahr 2002 folgte das Album Mute Boy Sad Girl. Die Trip-Hop-Beats wurden mehr und mehr in den Vordergrund gedrängt und man arbeitete vermehrt mit experimentellen Keyboard- und Piano-Klängen. Das Album wurde zum Album des Monats im deutschen Musik-Magazin Orkus gekürt.
Im Herbst des gleichen Jahres erschien kurz vor einer gemeinsamen Tournee mit The 3rd and the Mortal, Ewigheim und The Loveless eine MCD mit dem Titel Lighthouses. Nahezu genau ein Jahr später wurde anlässlich einer Tournee mit Antimatter das Akustik-Album The Mute Sessions veröffentlicht, auf welchem ausgewählte Stücke von Bleak und Mute Boy Sad Girl in Unplugged-Versionen zu hören waren.
Im Jahr 2004 wurde das Album Words Are Not What They Seem veröffentlicht. Zum ersten Mal nach DämmerElbenTragödie waren Autumnblaze als richtige Band im Studio. Das Album enthielt eine Interpretation der Twin-Peaks-Titelmelodie Falling.
Im  Oktober 2006 löste Bandgründer Markus Baltes die Band auf, gab jedoch im Mai 2008 gemeinsam mit Mitbegründer Christian Seibert eine Reunion bekannt.
2009 erschien daher in dieser Konstellation das letzte Album Perdition Diaries für Prophecy Productions. Die Band entschied sich das nächste Album in Eigenregie aufzunehmen und zu finanzieren. So entstand 2013 Every Sun Is Fragile, aufgenommen im Studio Greywolf und über Pulverised Records veröffentlicht.
Nach langer Stille um die Band erschien überraschend im Dezember 2018 die Single Philia als digitale Veröffentlichung auf allen relevanten Plattformen.
Nach der Unterzeichnung eines weltweiten Vertrages mit dem italienischen Label Argonauta Records erschien Ende 2020 das Album Welkin Shores Burning und Anfang 2024 das komplett deutschsprachige Album Auf Zerfetzten Schwingen.

## Diskografie

### Alben
- 1999: DämmerElbenTragödie
- 2000: Bleak
- 2002: Mute Boy Sad Girl
- 2003: The Mute Sessions
- 2004: Words Are Not What They Seem
- 2009: Perdition Diaries
- 2013: Every Sun Is Fragile
- 2020: Welkin Shores Burning
- 2024: Auf Zerfetzten Schwingen

### Sonstige Veröffentlichungen
- 1997: Dreaming Moonspark Fairylands (Demo)
- 1998: Every Silent Moment I Weep (7"-Single)
- 2002: Lighthouses (EP)
- 2018: Philia (EP)